# Луїс Лікі
Лу́їс Лі́кі (англ. Louis Leakey, 7 серпня 1903 — 1 жовтня 1972 року) — британський антрополог і археолог, роботи якого мають велику цінність у вивченні еволюції людини в Африці. Зробив важливі палеоантропологічні відкриття в Східній Африці (презінджантроп, зінджантроп). Також він зіграв значну роль у створенні організацій для подальших досліджень в Африці і захисту дикої природи.
Будучи головним ініціатором встановлення традицій палеоантропологічного дослідження, він мав можливість спонукати наступні покоління продовжити свою справу, особливо всередині своєї власної сім'ї, багато з яких стали відомими вченими. Луїс цілком підтримував теорію еволюційного розвитку людини Чарльза Дарвіна і знайшов підтвердження гіпотези про те, що людина з'явилася в Африці; в той же час був набожним християнином.

## Біографія

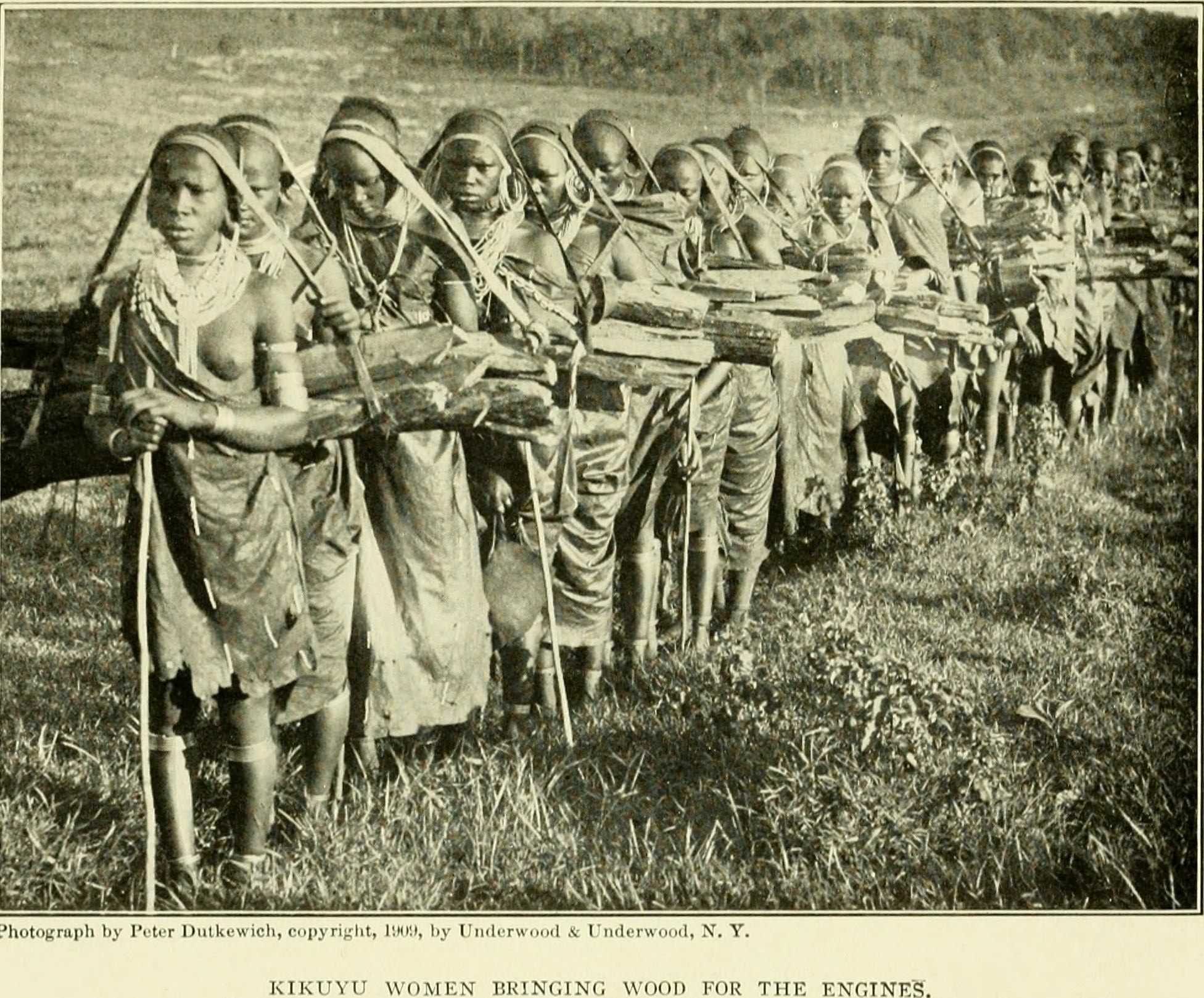
Плем'я кікуйю, поряд з яким Луїс провів дитинство

### Дитинство
Батьки Луїса, Гаррі і Меррі (для друзів — Мей) Баззет Лікі, були британськими місіонерами християнської віри в тогочасній британській Східній Африці (нинішня Кенія). Гаррі взяв на себе попереднє облаштування місця для філії «Товариства церковної місії» (Church Mission Society), на території народу кікую. База місіонерів тоді являла собою хатину і два намети, що стояли на північному нагір'ї Найробі. Луїс народився 7 серпня 1903 року. Його першим домом став будинок з земляною підлогою, дірявої солом'яною стріхою, повний гризунів і комах, нічим не опалюваний, окрім жаровні з вугіллям. Умови життя поступово поліпшувалися, але дуже повільно. В одному з наметів місіонери заснували лікарню. Пізніше була відкрита жіноча школа для африканських жінок. Гаррі працював над перекладом Біблії на мову кікуйю і його син Луїс з дитинства ріс поряд з аборигенами. Пізніше Луїс навіть був прийнятий до племені кікуйю. У Луїса був молодший брат Дуглас і дві старші сестри — Гледіс Лікі Бечер (Gladys Leakey Beecher) і Джулія Лікі Барем (Julia Leakey Barham). Після Першої світової війни родина переїхала до Англії, а хлопчик був відданий до закритої школи. Там він провчився три роки, змушений терпіти незвичайні для нього порядки.

### Студентські роки
Після школи Луїс продовжив навчання у Кембриджському університеті, плануючи продовжити справу батька — місіонерство. Під час гри в регбі він зазнав струсу мозку, його почали мучити головні болі та епілептичні припадки. В цей час Британський музей споряджав експедицію в Танганьїку на розкопки скам'янілостей динозаврів. Луїса було взято до її складу як гіда та адміністратора. В ході подорожей він зацікавився розкопками і по поверненню в Кембридж у 1925 перейшов на кафедру антропології. В 1926 він отримав диплом. Студентство Луїса Лікі супроводжувалося курйозними випадками з екзаменами: в Кембриджі не було фахівців з мов африканських племен, тому Лікі одночасно «здавав» екзамени і сам же приймав їх в інших студентів.

### Перші відкриття і сімейне життя

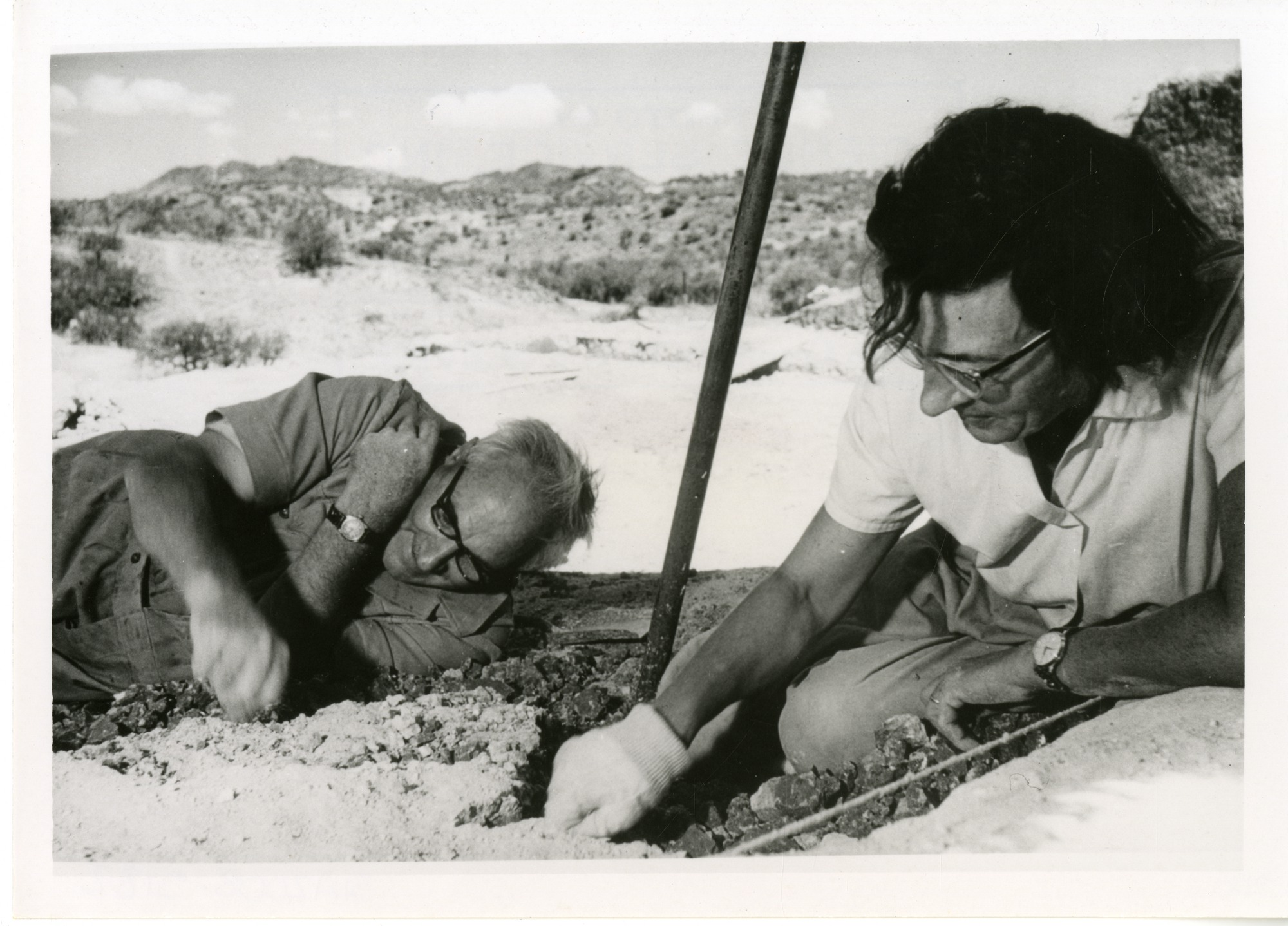
Луїс та Мері на розкопках у Кенії

Будучи у відрядженні в Східній Африці, Луїс познайомився з жінкою-археологом Фрідою Аверн, з якою і одружився. У 1930 він написав і захистив дисертацію з палеоантропології. Після цього видав книгу «Культура кам'яної доби в Кенії», яку Фріда проілюструвала. Його розкопки в Олдувайській ущелині претендували на доведення існування людини за кілька сотень тисяч років раніше, ніж вважалося, але були сприйняті скептично. Частина знахідок була втрачена — місцеві жителі забрали кам'яні вістря списів для власних потреб.
Коли Фріда вже була вагітною, дослідник познайомився з археологом-любителем Мері Нікол. Вона мала проблеми з дотримання поведінки в навчальних закладах, вирізнялася нетиповим для чого часу нехтуванням «належних жінці» рис і занять. Роман між ними в 1933 році став скандальним. Після народження Фрідою сина Коліна Луїс покинув дружину. Цей вчинок широко засуджувався родиною і колегами Луїса, він втратив гранти і ледве не занапастив кар'єру. Тільки в 1936 його шлюб з Фрідою було офіційно розірвано і тоді ж він одружився з Мері.
Цькування пари продовжувалося, вони жили у скруті практично без роботи, але обох об'єднував інтерес до археології. В той же час ними зацікавилася британська контррозвідка і Луїс, паралельно з розкопками в Африці, збирав інформацію про діяльність там італійців та антиколоніальні рухи місцевого населення.
Хоча Луїс Лікі працював на колоніальний режим, він підтримував пом'якшення стосунків між білими колонізаторами та аборигенами. Також він виступав проти жорстоких місцевих звичаїв, зокрема жіночого обрізання. Низкою діячів африканських племен Луїса було оголошено смертельними ворогом.

### Життя й дослідження в Східній Африці

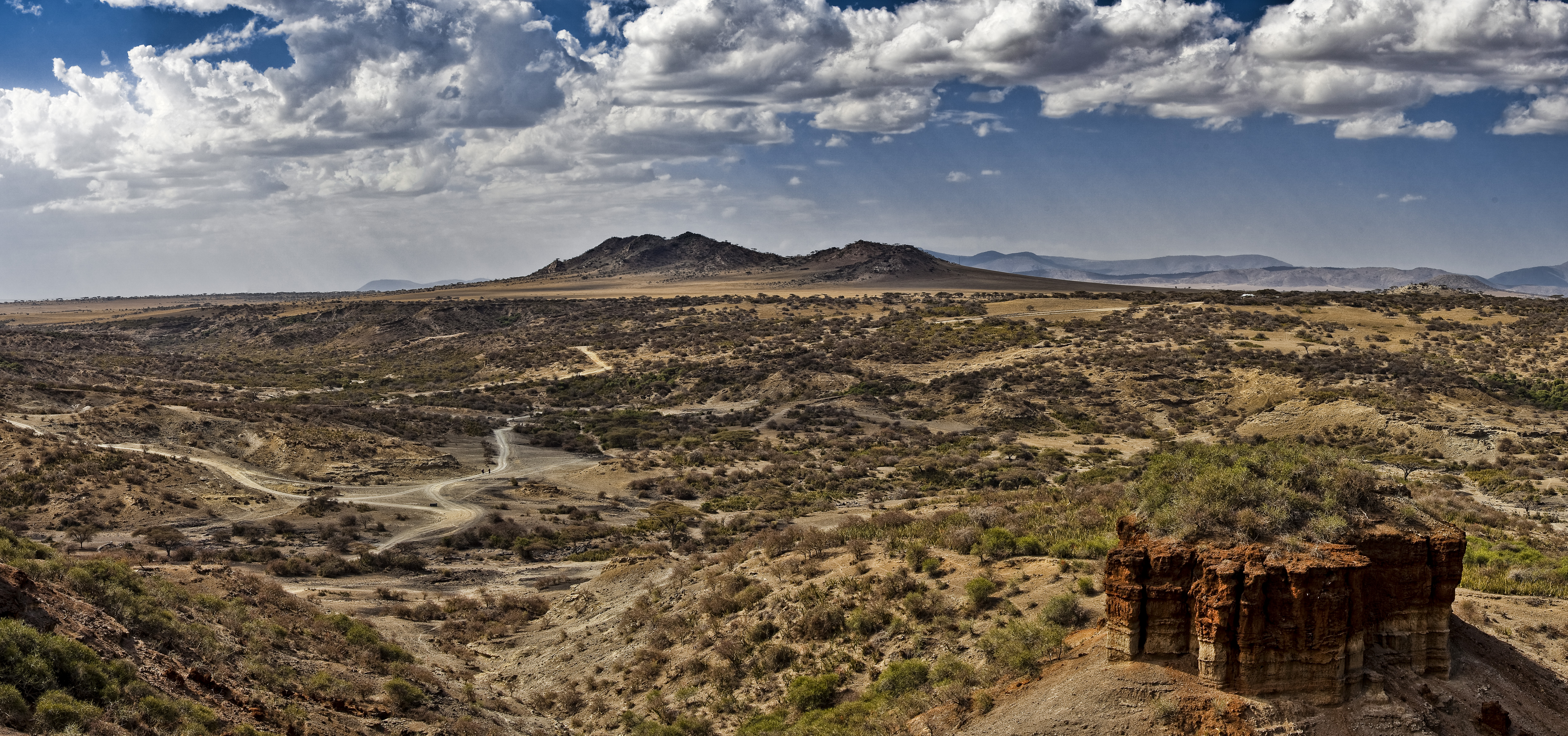
Олдувайська ущелина, в якій подружжя Лікі проводило основні розкопки

Головним місцем розкопок Луїса та Мері була Олдувайська ущелина. Після війни вони остаточно переселилися до Африки, де присвятили себе дослідженням первісної людини. Подружжя мало трьох синів і доньку (померла в дитинстві). Луїс здобув посаду куратора Кориндонського музею (пізніше Національного музею Кенії), а Мері отримала в ньому постійну роботу. З 1960 року Луїс — керівник розкопок в Олдуваї.
Луїс дотримувався думки про появу людини в Африці, якій протистояла поширена думка про Південно-Східну Азію як місце виникнення людей. В 1959 році Мері знайшла останки зіджантропа (парантропа Бойса), що жив 2,5-1 млн років тому поряд з кам'яними знаряддями (їх зв'язок пізніше було спростовано). Син Луїса і Мері Джонатан у 1960 році знайшов кістки людини умілої віком близько 1,8 млн років. Сам Луїс в цей час часто хворів, у нього розвинувся артрит і він майже не займався розкопками особисто. Проте, завдяки його аналізу знахідок появу роду Homo було відсунуто на 1 млн років, до 1,6 млн років тому (в наш час вважається, що рід Homo виник 2 млн років тому).
Від 1960-х стосунки між Луїсом та Мері похолоднішали. Мері прийняла пропозицію стати професором Йоганнерзбурзького університету, від якої чоловік відмовився в знак протесту проти апартеїду. В 1961 дослідник заснував Центр стародавньої історії та археології, поступившись дружині на посаді керівника Національного музею Кенії. Його син Річард став пілотом, але з часом продовжив справу батька, хоча й вирізнявся показною незалежністю від нього. Пізніше він знайшов у Африці останки найдавніших Homo sapiens віком 160 тис. років. Також він відшукав у 1972 році біля озера Рудольф в Кенії (нині Туркана) майже цілий череп пітекантропа, котрий володів більшим за інших його сучасників мозком (понад 700 см3). Також став відомий дослідженнями австралопітеків.

### Смерть і спадок
Помер Луїс Лікі 1 жовтня 1972 року від серцевого нападу. Його дружина Мері та син Річард продовжили започатковані ним дослідження. Донька Річарда, Луїза Лікі, також стала палеоантропологом. Послідовники Лікі — Джейн Гудолл, Діана Фоссі та Біруте Галдікас, відомі як «тримати» чи «янголи Лікі», займаються вивченням приматів. За життя Луїс написав 20 книг і 150 наукових статей з антропології, палеоантропології, археології, зоології. Фонд Лікі, заснований у 1968 році, підтримує дослідження походження людини, історичного розвитку її видів, поведінки, популяризує новітні здобутки в цих галузях.